# Bannoje (obwód swierdłowski)
Bannoje (ros. Банное) – wieś (dieriewnia) w Rosji, w obwodzie swierdłowskim, w rejonie krasnoufimskim. W 2021 liczyła 224 mieszkańców.